# Alex Frandsen
Alex Frandsen (født 1939) er en tidligere dansk atlet. Han var medlem af Frederiksberg IF og vandt som 18 årig det danske mesterskab på 400 meter 1957. Han gentog dette året efter. I 1958 var han sammen med FIFs 4 x 400 meter hold (Tom Pedersen, Frank Christensen og Preben Kristensen) med til at sætte den dansk rekord ved DM med tiden 3,20,6.

## Danske mesterskaber
- Guld 1959 4 x 400 meter 3,23,7
- Guld 1958 400 meter 50,9
- Guld 1958 4 x 400 meter 3,20,6
- Sølv 1958 4 x 100 meter 44,4
- Guld 1957 400 meter 49,6
- Guld 1957 4 x 100 meter 43,8

Danske junior- og ungdomsmesterskaber
Junior -20 år
- Guld 1958 800 meter 1,58,3

Ungdom -18 år
- Guld 1957 300 meter 36,1